# Людвиг фон Бальдерсхейм
Людвиг фон Бальдерсхейм (нем. Ludwig von Baldersheim, 1220-1269) — ландмейстер Тевтонского Ордена в Пруссии с 1263 по 1269 годы. По сведениям Preußische Regesten (недоступная ссылка) за 1267 год ландмейстер Пруссии Людвиг фон Бальдерсхейм при посредничестве комтура Кульма Бертольда фон Нордхаузена заключает договор с сыном Святополка Померанского, герцогом Вартиславом, мирный договор, по которому стороны обязывались не нападать друг на друга. К этому же времени относятся его приказ жителям Эрмланда и Натангии полагаться на поддержку ордена в освоении новых земель.
Тевтонский орден не только уничтожал непокорные племена пруссов, но и поощрял тех, кто переходил на его сторону. В 1269 году по приказу ландмейстера были произведены награждения покорных пруссов землями. Среди тех, кого отмечает Preußische Regesten (недоступная ссылка) упоминаются: 
Бли́вот (нем. Bliwoth), награждён землями недалеко от Кёнигсберга: полем Виндлакен (нем. Feld Wundlaken) и Ардилаухес (нем. Feldes Ardilauches), сейчас эта местность — территория Форта IX Дер Дона в Калининграде; Лубен (нем. Lubene), получивший 8 хуфенов в местности Редитен (нем. Feld Rediten) недалеко от Эльбинга; пруссов Крополто (нем. Cropolto), Тулизеда (нем. Tulizede) и Пауля (нем. Paul) наделами в Кульмской земле.